# Тактагулово (Бакалинский район)
Тактагулово (баш. Туҡтағол) — село в Бакалинском районе Башкортостана, центр Тактагуловского сельсовета.

## История
Село было основано башкирами Киргизской волости Казанской дороги на собственных вотчинных землях.

## Географическое положение
Расстояние до:
- районного центра (Бакалы): 34 км,
- ближайшей ж/д. станции (Туймазы): 112 км.

## Население
| 2002 | 2009 | 2010 |
| ---- | ---- | ---- |
| 459  | ↗476 | ↘409 |

Согласно переписи 2002 года, преобладающая национальность — башкиры (93 %).

## Религия
В селе есть мечеть.

## Известные уроженцы
- Раянов, Фанис Мансурович  (род. 12 декабря 1938, д. Тактагулово, Бакалинский район, Башкирская АССР) — правовед, член-корреспондент Академии наук Республики Башкортостан (1995), доктор юридических наук (1982), профессор (1983), заслуженный деятель науки Башкирской АССР (1984), почётный работник высшей школы РФ (1999).